# Copa Presidente de la AFC 2011
La Copa Presidente de la AFC del 2011 fue la 7.ª edición del tercer torneo de fútbol más importante a nivel de clubes de Asia organizado por la AFC. Para esta edición se expandió la cantidad de equipos de 11 a 12 al incluir al representante de Palestina.
El Taipower de Taiwán venció en la final al Phnom Penh Crown de Camboya en la final para ser campeón por primera ocasión.

## Participantes por asociación
| Zona Oeste Asiático | Zona Oeste Asiático    | Zona Oeste Asiático  | Zona Oeste Asiático  | Zona Oeste Asiático  | Zona Oeste Asiático | Zona Oeste Asiático |
| Asociación          | Asociación             | AFC Champions League | AFC Champions League | AFC Champions League | AFC Cup             | AFC President's Cup |
| Asociación          | Asociación             | Fase de Grupos       | Ronda Play-Off       | Ronda Previa         | Fase de Grupos      | Fase de Grupos      |
| ------------------- | ---------------------- | -------------------- | -------------------- | -------------------- | ------------------- | ------------------- |
| 1                   | Arabia Saudíta         | 4                    |                      |                      |                     |                     |
| 2                   | Irán                   | 4                    |                      |                      |                     |                     |
| 3                   | Emiratos Árabes Unidos | 3                    | 1                    |                      |                     |                     |
| 4                   | Catar                  | 2                    |                      | 1                    |                     |                     |
| 5                   | Uzbekistán             | 2                    |                      |                      | 1+1                 |                     |
| 6                   | Siria                  |                      |                      | +1                   | 2                   |                     |
| 7                   | Kuwait                 |                      |                      |                      | 2+1                 |                     |
| 8                   | Irak                   |                      |                      |                      | 2+1                 |                     |
| 9                   | Jordania               |                      |                      |                      | 2                   |                     |
| 10                  | Omán                   |                      |                      |                      | 2                   |                     |
| 11                  | Yemen                  |                      |                      |                      | 2                   |                     |
| 12                  | Líbano                 |                      |                      |                      | 2                   |                     |
| 13                  | Baréin                 |                      |                      |                      | 0                   |                     |
| 14                  | Bangladés              |                      |                      |                      |                     | 1                   |
| 15                  | Bután                  |                      |                      |                      |                     | 1                   |
| 16                  | Kirguistán             |                      |                      |                      |                     | 1                   |
| 17                  | Nepal                  |                      |                      |                      |                     | 1                   |
| 18                  | Pakistán               |                      |                      |                      |                     | 1                   |
| 19                  | Palestina              |                      |                      |                      |                     | 1                   |
| 20                  | Sri Lanka              |                      |                      |                      |                     | 1                   |
| 21                  | Tayikistán             |                      |                      |                      |                     | 1                   |
| 22                  | Turkmenistán           |                      |                      |                      |                     | 1                   |
| 23                  | Afganistán             |                      |                      |                      |                     | 0                   |
| Total Participantes | Total Participantes    | 15                   | 1                    | 2                    | 18+2                | 9                   |
| Total Participantes | Total Participantes    | 18                   | 18                   | 18                   | 20                  | 9                   |

- Jordania, Irak, Omán, India, Yemen, Pakistán, Palestina y Tayikistán hicieron una petición para la Liga de Campeones de la AFC pero no tenían las licencias requeridas
- Siria tuvo un cupo extra en la Liga de Campeones de la AFC debido a que tenían al campeón vigente de la AFC Cup
- Kuwait tuvo un cupo extra en la fase de grupos de la Copa AFC debido a que tenían al subcampeón vigente
- Uzbekistán e Irak tuvieron un cupo extra en la Copa AFC por invitación
- Baréin tenía cupos para la Copa AFC pero desistió su participación
- Los dos perdedores de la Ronda de Play-Off y Ronda Previa de la Liga de Campeones de la AFC pasaron a la fase de grupos de la AFC
- Afganistán era elegible para la Copa Presidente de la AFC pero desistió su participación
- Bangladés y Bután geográficamente pertenecen a la Zona Este

| Zona Este Asiático  | Zona Este Asiático  | Zona Este Asiático   | Zona Este Asiático   | Zona Este Asiático   | Zona Este Asiático | Zona Este Asiático  |
| Asociación          | Asociación          | AFC Champions League | AFC Champions League | AFC Champions League | AFC Cup            | AFC President's Cup |
| Asociación          | Asociación          | Fase de Grupos       | Ronda Play-Off       | Ronda Previa         | Fase de Grupos     | Fase de Grupos      |
| ------------------- | ------------------- | -------------------- | -------------------- | -------------------- | ------------------ | ------------------- |
| 1                   | Japón               | 4                    |                      |                      |                    |                     |
| 2                   | República de Corea  | 4                    |                      |                      |                    |                     |
| 3                   | China               | 4                    |                      |                      |                    |                     |
| 4                   | Australia           | 2                    |                      |                      |                    |                     |
| 5                   | Indonesia           | 1                    |                      | 1                    | +1                 |                     |
| 6                   | India               |                      | 1                    |                      | 1                  |                     |
| 7                   | Tailandia           |                      |                      | 1                    | 1                  |                     |
| 8                   | Vietnam             |                      |                      |                      | 2                  |                     |
| 9                   | Hong Kong           |                      |                      |                      | 2                  |                     |
| 10                  | Maldivas            |                      |                      |                      | 2                  |                     |
| 11                  | Singapur            |                      |                      |                      | +1                 |                     |
| 12                  | Malasia             |                      |                      |                      | 0                  |                     |
| 13                  | Birmania            |                      |                      |                      |                    | 1                   |
| 14                  | Camboya             |                      |                      |                      |                    | 1                   |
| 15                  | Taiwán              |                      |                      |                      |                    | 1                   |
| 16                  | Brunéi Darussalam   |                      |                      |                      |                    | 0                   |
| 17                  | Filipinas           |                      |                      |                      |                    | 0                   |
| 18                  | Guam                |                      |                      |                      |                    | 0                   |
| 19                  | Laos                |                      |                      |                      |                    | 0                   |
| 20                  | Macao               |                      |                      |                      |                    | 0                   |
| 21                  | Mongolia            |                      |                      |                      |                    | 0                   |
| 22                  | RPD Corea           |                      |                      |                      |                    | 0                   |
| 23                  | Timor Oriental      |                      |                      |                      |                    | 0                   |
| Total Participantes | Total Participantes | 15                   | 1                    | 2                    | 10+2               | 3                   |
| Total Participantes | Total Participantes | 18                   | 18                   | 18                   | 12                 | 3                   |

- Tailandia hizo una petición para la Liga de Campeones de la AFC y fue aceptada
- Malasia y Birmania hicieron una petición para la Liga de Campeones de la AFC pero no tenían las licencias requeridas
- Singapur retiró su petición para la Liga de Campeones de la AFC
- Vietnam fue descalificado en su petición para la Liga de Campeones de la AFC
- Indonesia y Singapur tuvieron un cupo extra por invitación
- Malasia tenía cupos para la Copa AFC pero desistió su participación
- Los dos perdedores de la Ronda de Play-Off y Ronda Previa de la Liga de Campeones de la AFC pasaron a la fase de grupos de la AFC
- Brunéi Darussalam, Filipinas, Guam, Laos, Macao, Mongolia RPD Corea y Timor Oriental eran elegibles para la Copa Presidente de la AFC pero desistieron su participación
- El equipo de la India eliminado de Ronda de Play-Off de la Liga de Campeones de la AFC fue movido a la fase de grupos de la AFC de la Zona Oeste debido a que jugó el Play-Off en esa zona
- India y Maldivas geográficamente pertenecen a la Zona Oeste

## Sedes
| Phnom Penh                 | Yangon                     | Yangon                   |
| -------------------------- | -------------------------- | ------------------------ |
| Phnom Penh Olympic Stadium | Thuwunna Stadium           | Bogyoke Aung San Stadium |
| Capacidad: 70,000          | Capacidad: 32,000          | Capacidad: 40,000        |
|                            |                            |                          |
| Kaohsiung                  | Kathmandu                  | Kathmandu                |
| Kaohsiung National Stadium | Dasarath Rangasala Stadium | Halchowk Stadium         |
| Capacidad: 55,000          | Capacidad: 17,800          | Capacidad: 3,500         |
|                            |                            |                          |

## Equipos participantes
Los equipos de la Autoridad Palestina comienzan a jugar, desde esta edición, en la Copa Presidente de la AFC.
| Asociación         | Equipo               | Forma de clasificación                          | Participación(es) | Última aparición |
| ------------------ | -------------------- | ----------------------------------------------- | ----------------- | ---------------- |
| Bangladés          | Abahani Limited      | Campeón de la Bangladesh League 2009–10         | 4                 | 2010             |
| Bután              | Yeedzin              | Campeón de la A-Division 2010                   | 2                 | 2009             |
| Camboya            | Phnom Penh Crown     | Campeón de la Metfone C-League 2010             | 3                 | 2009             |
| República de China | Taiwan Power Company | Campeón de la City A-League 2010                | 4                 | 2009             |
| Kirguistán         | Neftchi Kochkor-Ata  | Campeón de la Liga de fútbol de Kirguistán 2010 | 1                 | ninguna          |
| Birmania           | YadanarbonCD         | Campeón de la Liga Nacional de Myanmar 2010     | 2                 | 2010             |
| Nepal              | Nepal Police Club    | Campeón de la Liga de Fútbol de Nepal 2010      | 4                 | 2009             |
| Pakistán           | WAPDA                | Campeón de la Premier League de Pakistán 2010   | 4                 | 2009             |
| Palestina          | Jabal Al Mukaber     | Campeón de la West Bank Premier League 2009–10  | 1                 | —                |
| Sri Lanka          | Don Bosco            | Campeón de la Kit Premier League 2010–11        | 1                 | —                |
| Tayikistán         | Istiqlol             | Campeón de la Liga de fútbol de Tayikistán 2010 | 1                 | —                |
| Turkmenistán       | Balkan               | Campeón de la Ýokary Liga 2010                  | 1                 | —                |

CD Campeón Defensor

## Fase de grupos

### Grupo A
- Todos los partidos se jugaron en Camboya.

| Pos. | Equipo               | Pts. | PJ | G | E | P | GF | GC | Dif. | Clasificación |
| ---- | -------------------- | ---- | -- | - | - | - | -- | -- | ---- | ------------- |
| 1    | Neftchi Kochkor-Ata  | 9    | 3  | 3 | 0 | 0 | 5  | 0  | +5   | Segunda ronda |
| 2    | Phnom Penh Crown (H) | 6    | 3  | 2 | 0 | 1 | 4  | 1  | +3   | Segunda ronda |
| 3    | Abahani Limited      | 3    | 3  | 1 | 0 | 2 | 4  | 4  | 0    |               |
| 4    | Don Bosco            | 0    | 3  | 0 | 0 | 3 | 1  | 9  | −8   |               |

 Fuente: 
| 21 de mayo de 2011 | Neftchi Kochkor-Ata           | 2 – 0 | Abahani | Olympic Stadium, Phnom Penh                                 |                                                             |
|                    | Adzhiniiazov 10' · Pavlov 33' | [http://www.the-afc.com/en/component/joomleague/?view=report&compID=420&matchId=3804 (enlace roto disponible en Internet Archive; véase el historial, la primera versión y la última). Reporte] |         | Asistencia: 3,000 espectadores Árbitro(s): Strebre Delovski | Asistencia: 3,000 espectadores Árbitro(s): Strebre Delovski |

| 21 de mayo de 2011 | Phnom Penh Crown                       | 3 – 0 | Don Bosco | Olympic Stadium, Phnom Penh                                   |                                                               |
|                    | Njoku 25' · Sokumpheak 66' · Chaya 67' | [http://www.the-afc.com/en/component/joomleague/?view=report&compID=420&matchId=3805 (enlace roto disponible en Internet Archive; véase el historial, la primera versión y la última). Reporte] |           | Asistencia: 6,000 espectadores Árbitro(s): Vladislav Tseytlin | Asistencia: 6,000 espectadores Árbitro(s): Vladislav Tseytlin |

| 23 de mayo de 2011 | Don Bosco | 0 – 2 | Neftchi Kochkor-Ata       | Olympic Stadium, Phnom Penh                             |                                                         |
|                    |           | [http://www.the-afc.com/en/component/joomleague/?view=report&compID=420&matchId=3803 (enlace roto disponible en Internet Archive; véase el historial, la primera versión y la última). Reporte] | Pavlov 24' · Baldinov 65' | Asistencia: 3,000 espectadores Árbitro(s): Pratap Singh | Asistencia: 3,000 espectadores Árbitro(s): Pratap Singh |

| 23 de mayo de 2011 | Abahani | 0 – 1 | Phnom Penh Crown | Olympic Stadium, Phnom Penh                              |                                                          |
|                    |         | [http://www.the-afc.com/en/component/joomleague/?view=report&compID=420&matchId=3802 (enlace roto disponible en Internet Archive; véase el historial, la primera versión y la última). Reporte] | Chaya 80'        | Asistencia: 6,500 espectadores Árbitro(s): Rustam Kholov | Asistencia: 6,500 espectadores Árbitro(s): Rustam Kholov |

| 25 de mayo de 2011 | Abahani                               | 4 – 1 | Don Bosco        | Olympic Stadium, Phnom Penh                                   |                                                               |
|                    | Rony 17' · Ibrahim 51' 61' 81' (pen.) | [http://www.the-afc.com/en/component/joomleague/?view=report&compID=420&matchId=3800 (enlace roto disponible en Internet Archive; véase el historial, la primera versión y la última). Reporte] | Arachchilage 15' | Asistencia: 1,000 espectadores Árbitro(s): Vladislav Tseytlin | Asistencia: 1,000 espectadores Árbitro(s): Vladislav Tseytlin |

| 25 de mayo de 2011 | Phnom Penh Crown | 0 – 1 | Neftchi Kochkor-Ata | Olympic Stadium, Phnom Penh                                 |                                                             |
|                    |                  | [http://www.the-afc.com/en/component/joomleague/?view=report&compID=420&matchId=3801 (enlace roto disponible en Internet Archive; véase el historial, la primera versión y la última). Reporte] | Adjiniyazov 79'     | Asistencia: 7,000 espectadores Árbitro(s): Strebre Delovski | Asistencia: 7,000 espectadores Árbitro(s): Strebre Delovski |

### Grupo B
- Todos los partidos se jugaron en Birmania.

| Pos. | Equipo           | Pts. | PJ | G | E | P | GF | GC | Dif. | Clasificación |
| ---- | ---------------- | ---- | -- | - | - | - | -- | -- | ---- | ------------- |
| 1    | Istiqlol         | 7    | 3  | 2 | 1 | 0 | 11 | 1  | +10  | Segunda ronda |
| 2    | Yadanarbon (H)   | 7    | 3  | 2 | 1 | 0 | 11 | 4  | +7   | Segunda ronda |
| 3    | Jabal Al Mukaber | 3    | 3  | 1 | 0 | 2 | 10 | 6  | +4   |               |
| 4    | Yeedzin          | 0    | 3  | 0 | 0 | 3 | 0  | 21 | −21  |               |

 Fuente: 
| 13 de mayo de 2011 | Yadanarbon                                        | 6 – 0 | Yeedzin | Thuwunna Stadium, Rangún                                      |                                                               |
|                    | Yan Paing 4' 50' · Pai Soe 11' 15' 36' · Koné 40' | [http://www.the-afc.com/en/component/joomleague/?view=report&compID=420&matchId=3799 (enlace roto disponible en Internet Archive; véase el historial, la primera versión y la última). Reporte] |         | Asistencia: 4,000 espectadores Árbitro(s): Dmitriy Mashentsev | Asistencia: 4,000 espectadores Árbitro(s): Dmitriy Mashentsev |

| 13 de mayo de 2011 | Istiklol                     | 2 – 0 | Jabal Al Mukaber | Thuwunna Stadium, Rangún                                  |                                                           |
|                    | Fatkhuloev 58' · Rabimov 89' | [http://www.the-afc.com/en/component/joomleague/?view=report&compID=420&matchId=3798 (enlace roto disponible en Internet Archive; véase el historial, la primera versión y la última). Reporte] |                  | Asistencia: 1,500 espectadores Árbitro(s): Kim Jong-Hyeok | Asistencia: 1,500 espectadores Árbitro(s): Kim Jong-Hyeok |

| 15 de mayo de 2011 | Yeedzin | 0 – 8 | Istiklol                                                                   | Thuwunna Stadium, Rangún                                          |                                                                   |
|                    |         | [http://www.the-afc.com/en/component/joomleague/?view=report&compID=420&matchId=3797 (enlace roto disponible en Internet Archive; véase el historial, la primera versión y la última). Reporte] | Fatkhuloev 16' 30' · Vasiev 24' · Tokhirov 56' 63' 70' 76' · Saburov 90+2' | Asistencia: 1,200 espectadores Árbitro(s): Hettikamkanamge Perera | Asistencia: 1,200 espectadores Árbitro(s): Hettikamkanamge Perera |

| 15 de mayo de 2011 | Jabal Al Mukaber                            | 3 – 4 | Yadanarbon                                             | Thuwunna Stadium, Rangún                                   |                                                            |
|                    | Maraaba 8' · A. Aliwisat 27' · Al Amour 39' | [http://www.the-afc.com/en/component/joomleague/?view=report&compID=420&matchId=3796 (enlace roto disponible en Internet Archive; véase el historial, la primera versión y la última). Reporte] | Hasan 41' (a.g.) · Yan Paing 45+3' 58' · Pai Soe 90+4' | Asistencia: 4,500 espectadores Árbitro(s): Hedayat Mombeni | Asistencia: 4,500 espectadores Árbitro(s): Hedayat Mombeni |

| 17 de mayo de 2011 | Yadanarbon             | 1 – 1 | Istiklol     | Thuwunna Stadium, Rangún                                          |                                                                   |
|                    | Yan Paing 90+3' (pen.) | [http://www.the-afc.com/en/component/joomleague/?view=report&compID=420&matchId=3795 (enlace roto disponible en Internet Archive; véase el historial, la primera versión y la última). Reporte] | Davronov 57' | Asistencia: 6,000 espectadores Árbitro(s): Hettikamkanamge Perera | Asistencia: 6,000 espectadores Árbitro(s): Hettikamkanamge Perera |

| 17 de mayo de 2011 | Jabal Al Mukaber                                                                        | 7 – 0 | Yeedzin | Aung San Stadium, Rangún                                    |                                                             |
|                    | A. Aliwisat 2' · Halman 9' · S. Aliwisat 14' · Al Amour 33' 44' · Khatib 64' · Wadi 80' | [http://www.the-afc.com/en/component/joomleague/?view=report&compID=420&matchId=3794 (enlace roto disponible en Internet Archive; véase el historial, la primera versión y la última). Reporte] |         | Asistencia: 200 espectadores Árbitro(s): Dmitriy Mashentsev | Asistencia: 200 espectadores Árbitro(s): Dmitriy Mashentsev |

### Grupo C
- Todos los partidos se jugaron en Nepal.

| Pos. | Equipo                | Pts. | PJ | G | E | P | GF | GC | Dif. | Clasificación |
| ---- | --------------------- | ---- | -- | - | - | - | -- | -- | ---- | ------------- |
| 1    | Taipower FC           | 7    | 3  | 2 | 1 | 0 | 5  | 1  | +4   | Segunda ronda |
| 2    | Balkan                | 7    | 3  | 2 | 1 | 0 | 4  | 1  | +3   | Segunda ronda |
| 3    | WAPDA                 | 3    | 3  | 1 | 0 | 2 | 2  | 4  | −2   |               |
| 4    | Nepal Police Club (H) | 0    | 3  | 0 | 0 | 3 | 0  | 5  | −5   |               |

 Fuente: 
| 20 de abril de 2011 | Nepal Police Club | 0 – 2 | WAPDA                    | Dasarath Rangasala Stadium, Katmandú                      |                                                           |
|                     |                   | [http://www.the-afc.com/en/component/joomleague/?view=report&compID=420&matchId=3793 (enlace roto disponible en Internet Archive; véase el historial, la primera versión y la última). Reporte] | Mehmood 39' · Pathan 88' | Asistencia: 3,000 espectadores Árbitro(s): Marai Al Awaji | Asistencia: 3,000 espectadores Árbitro(s): Marai Al Awaji |

| 20 de abril de 2011 | Taipower         | 1 – 1 | Balkan        | Halchowk Stadium, Katmandú                            |                                                       |
|                     | Ho Ming-tsan 67' | [http://www.the-afc.com/en/component/joomleague/?view=report&compID=420&matchId=3792 (enlace roto disponible en Internet Archive; véase el historial, la primera versión y la última). Reporte] | Alikperow 36' | Asistencia: 600 espectadores Árbitro(s): Ko Hyung-Jin | Asistencia: 600 espectadores Árbitro(s): Ko Hyung-Jin |

| 22 de abril de 2011 | WAPDA | 0 – 3 | Taipower                                              | Halchowk Stadium, Katmandú                                  |                                                             |
|                     |       | [http://www.the-afc.com/en/component/joomleague/?view=report&compID=420&matchId=3791 (enlace roto disponible en Internet Archive; véase el historial, la primera versión y la última). Reporte] | Pan Kuao-kai 41' · Chen Yi-wei 55' · Ho Ming-tsan 65' | Asistencia: 350 espectadores Árbitro(s): Yadollah Jahanbazi | Asistencia: 350 espectadores Árbitro(s): Yadollah Jahanbazi |

| 22 de abril de 2011 | Balkan                       | 2 – 0 | Nepal Police Club | Dasarath Rangasala Stadium, Katmandú                   |                                                        |
|                     | Kuçerenkow 41' · Diwanow 52' | [http://www.the-afc.com/en/component/joomleague/?view=report&compID=420&matchId=3790 (enlace roto disponible en Internet Archive; véase el historial, la primera versión y la última). Reporte] |                   | Asistencia: 1,000 espectadores Árbitro(s): Sgt Win Cho | Asistencia: 1,000 espectadores Árbitro(s): Sgt Win Cho |

| 24 de abril de 2011 | Nepal Police Club | 0 – 1 | Taipower           | Dasarath Rangasala Stadium, Katmandú                    |                                                         |
|                     |                   | [http://www.the-afc.com/en/component/joomleague/?view=report&compID=420&matchId=3789 (enlace roto disponible en Internet Archive; véase el historial, la primera versión y la última). Reporte] | Chiang Shih-lu 67' | Asistencia: 1,000 espectadores Árbitro(s): Ko Hyung-Jin | Asistencia: 1,000 espectadores Árbitro(s): Ko Hyung-Jin |

| 24 de abril de 2011 | Balkan      | 1 – 0 | WAPDA | Halchowk Stadium, Katmandú                              |                                                         |
|                     | Diwanow 31' | [http://www.the-afc.com/en/component/joomleague/?view=report&compID=420&matchId=3788 (enlace roto disponible en Internet Archive; véase el historial, la primera versión y la última). Reporte] |       | Asistencia: 600 espectadores Árbitro(s): Marai Al Awaji | Asistencia: 600 espectadores Árbitro(s): Marai Al Awaji |

## Segunda ronda
- Todos los partidos se jugaron en Taiwán (República de China).

### Grupo A
| Pos. | Equipo                   | Pts. | PJ | G | E | P | GF | GC | Dif. | Clasificación |
| ---- | ------------------------ | ---- | -- | - | - | - | -- | -- | ---- | ------------- |
| 1    | Taiwan Power Company (H) | 6    | 2  | 2 | 0 | 0 | 6  | 3  | +3   | Final         |
| 2    | Balkan                   | 1    | 2  | 0 | 1 | 1 | 4  | 5  | −1   |               |
| 3    | Istiqlol                 | 1    | 2  | 0 | 1 | 1 | 1  | 3  | −2   |               |

 Fuente: 
| 19 de septiembre de 2011 | Istiklol | 0 – 2   | Taipower                               | Kaohsiung National Stadium, Kaohsiung                     |                                                           |
|                          |          | Reporte | Chen Po-liang 39' · Chiang Shih-lu 41' | Asistencia: 1,435 espectadores Árbitro(s): Marai Al Awaji | Asistencia: 1,435 espectadores Árbitro(s): Marai Al Awaji |

| 21 de septiembre de 2011 | Balkan      | 1 – 1   | Istiklol       | Kaohsiung National Stadium, Kaohsiung                        |                                                              |
|                          | Gurbani 23' | Reporte | Tokhirov 45+1' | Asistencia: 209 espectadores Árbitro(s): Akbar Bakhshi Zadeh | Asistencia: 209 espectadores Árbitro(s): Akbar Bakhshi Zadeh |

| 23 de septiembre de 2011 | Taipower                                                           | 4 – 3 | Balkan                          | Kaohsiung National Stadium, Kaohsiung                     |                                                           |
|                          | Ho Ming-tsan 57' 66' (pen.) · Kuo Yin-hung 81' · Chen Po-liang 87' | [http://www.the-afc.com/en/component/joomleague/?view=report&compID=420&matchId=4184 (enlace roto disponible en Internet Archive; véase el historial, la primera versión y la última). Reporte] | Gurbani 24' 25' · Garahanow 62' | Asistencia: 2,067 espectadores Árbitro(s): Kim Jong-Hyeok | Asistencia: 2,067 espectadores Árbitro(s): Kim Jong-Hyeok |

### Grupo B
| Pos. | Equipo              | Pts. | PJ | G | E | P | GF | GC | Dif. | Clasificación |
| ---- | ------------------- | ---- | -- | - | - | - | -- | -- | ---- | ------------- |
| 1    | Phnom Penh Crown    | 6    | 2  | 2 | 0 | 0 | 6  | 1  | +5   | Final         |
| 2    | Neftchi Kochkor-Ata | 3    | 2  | 1 | 0 | 1 | 9  | 4  | +5   |               |
| 3    | Yadanarbon          | 0    | 2  | 0 | 0 | 2 | 2  | 12 | −10  |               |

 Fuente: 
| 19 de septiembre de 2011 | Phnom Penh Crown      | 2 – 1   | Neftchi Kochkor-Ata | Kaohsiung National Stadium, Kaohsiung                   |                                                         |
|                          | Njoku 35' · Chaya 56' | Reporte | Alimov 79'          | Asistencia: 118 espectadores Árbitro(s): Kim Jong-Hyeok | Asistencia: 118 espectadores Árbitro(s): Kim Jong-Hyeok |

| 21 de septiembre de 2011 | Yadanarbon | 0 – 4   | Phnom Penh Crown                            | Kaohsiung National Stadium, Kaohsiung                             |                                                                   |
|                          |            | Reporte | Njoku 3' 83' · Sokumpheak 22' · Sopanha 32' | Asistencia: 422 espectadores Árbitro(s): Mohammed Abdullah Hassan | Asistencia: 422 espectadores Árbitro(s): Mohammed Abdullah Hassan |

| 23 de septiembre de 2011 | Neftchi Kochkor-Ata                                                           | 8 – 2   | Yadanarbon                            | Kaohsiung National Stadium, Kaohsiung                        |                                                              |
|                          | Pavlov 5' 73' 90+2' · Djamshidov 33' 87' · Dzhumataev 79' 90' · Dzhalilov 86' | Reporte | Pai Soe 35' · Rakhmanjonov 47' (a.g.) | Asistencia: 269 espectadores Árbitro(s): Akbar Bakhshi Zadeh | Asistencia: 269 espectadores Árbitro(s): Akbar Bakhshi Zadeh |

## Final
| 25 de septiembre de 2011 | Phnom Penh Crown            | 2 – 3   | Taipower                                | Kaohsiung National Stadium, Kaohsiung                     |                                                           |
|                          | Njoku 34' · Sovannrithy 82' | Reporte | Ho Ming-tsan 2' 47' · Chen Po-liang 67' | Asistencia: 3.238 espectadores Árbitro(s): Marai Al Awaji | Asistencia: 3.238 espectadores Árbitro(s): Marai Al Awaji |

|  |  |

| PHNOM PENH CROWN: |    |                  |            |     |
|                   |    |                  |            |     |
| POR               | 1  | Peng Bunchay     |            |     |
| DEF               | 3  | Thul Sothearith  | 52'        |     |
| DEF               | 4  | Tieng Tiny       | 28'        | 66' |
| DEF               | 12 | Odion Obadin     | 60'        |     |
| DEF               | 14 | Sun Sovannrithy  | 90+4'      |     |
| MED               | 8  | San Narith       | 90+4'      |     |
| MED               | 23 | Sun Sopanha      |            | 79' |
| MED               | 27 | Khim Borey       |            | 69' |
| DEL               | 9  | Chan Chaya       | 79', 90+4' |     |
| DEL               | 10 | Kouch Sokumpheak |            |     |
| DEL               | 20 | Kingsley Njoku   |            |     |
| Sustituciones:    |    |                  |            |     |
| DEF               | 6  | Sok Sovan        |            | 66' |
| DEL               | 19 | Sok Pheng        | 78'        | 69' |
| MED               | 13 | Hong Ratana      |            | 79' |
| Entrenador:       |    |                  |            |     |
| David Booth       |    |                  |            |     |

| TAIWAN POWER COMPANY: |    |                  |     |     |
|                       |    |                  |     |     |
| POR                   | 1  | Pan Wei-chih     |     |     |
| DEF                   | 3  | Tu Ming-feng     |     |     |
| DEF                   | 5  | Chen Yu-lin      | 77' |     |
| DEF                   | 12 | Chen Yi-wei      |     | 87' |
| DEF                   | 15 | Liang Chien-wei  |     |     |
| DEF                   | 17 | Lee Meng-chian   |     |     |
| MED                   | 7  | He Ming-chan     |     | 73' |
| MED                   | 10 | Hung Kai-chun    |     |     |
| MED                   | 11 | Feng Pao-hsing   |     |     |
| MED                   | 26 | Chen Po-liang    |     |     |
| DEL                   | 9  | Kuo Yin-hung     |     |     |
| Sustituciones:        |    |                  |     |     |
| DEF                   | 16 | Tsai Sheng-an    |     | 73' |
| DEL                   | 23 | Huang Chiu-ching |     | 87' |
| Entrenador:           |    |                  |     |     |
| Chen Kuei-jen         |    |                  |     |     |

| Árbitro: Marai Al-Awaji Jueces de Línea: Nassir Al Mudhaffar Mohamed Salman Cuarto Árbitro: Mohammed Hassan Mohamed |

## Campeón
| Bandera de la República de China |
| Taipower 1.er título             |